# Graduados
Graduados är en argentinsk telenovela, en såpopera i miniserieformat, som sändes 2012 på tv-kanalen Telefe. Produktionsbolag var Underground Producciones och Endemol. Huvudrollerna, karaktärerna Andrés Goddzer och María Laura Falsini (kallad Loli), spelades av skådespelarna Daniel Hendler och Nancy Dupláa.